# 2023年日本自卫队直升机坠海事故

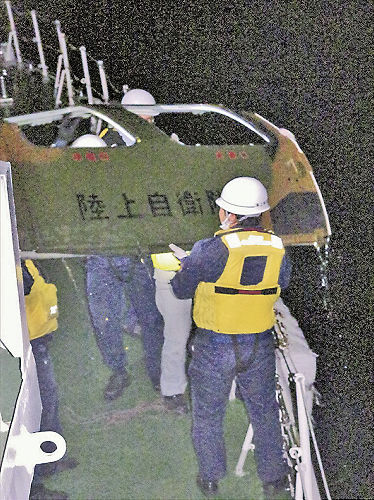
4月7日海上保安廳第十一管區海上保安本部巡邏艇發現並回收一部分殘骸，疑似為直升機的滑動門，上面還有「陸上自衛隊」等字樣。

2023年日本陆上自卫队UH-60JA直升机坠毁事故，是指當地時間2023年4月6日下午4時56分，日本陆上自卫队第8师团第8中隊所属的一架UH-60JA直升机(機號43106)在日本冲绳县宫古岛附近执行地形侦察任务时发生坠毁事故。机上乘员包括陆上自卫队第8师团師團长坂本雄一陸將（相當於他國的陸軍中將）在内所有的10人失踪。事故发生后，日本海上保安厅隨即派出4艘巡邏艇以及調查用潛艇，前往附近海域进行搜救，并发现疑似坠毁直升机机身和残骸及海上浮油，并发现一个印有“陆上自卫队”的无人救生筏。此次事故是日本自卫队自1995年以来死伤最严重的的航空事故。
4月7日，日本防卫省披露，陆上自卫队6日失事的直升机上载有包括陸將（中將）在内的8名中高级军官。具体而言，机上10人中有8名是軍官（幹部自衛官），其中5人为第8师团司令部的核心人员，包括坂本雄一陸將以及4名军衔从一等陆佐（相当于陆军上校）到三等陆佐（相当于陆军少校）的军官。除上述5人外，另外5人中有4人隶属第8师团第8飞行队，1人隶属宫古岛警备队。现年55岁的坂本雄一于3月31日刚刚就职到任，距离事发不过一周时间。陆上自卫队7日介绍，在发生事故的6日，坂本等原计划搭乘该机考察周边地形。下午4时前后，周围天空明亮，能见度在10公里以上，处于良好状态，风力也不是特别大，事故可能由机械故障、操控失误等突发状况导致，正就此展开调查。日本媒体称，失事直升机为第8师团第8飞行队所属的UH-60JA“黑鹰”直升机，于6日下午4时40分（北京时间3时40分）许在琉球群岛西南部的冲绳县宫古岛附近空域失联。
根據日本媒體報導，該架UH-60黑鷹直升機於當地時間下午4時46分許離開宮古島基地，往北飛行到4公里時，約10分鐘在池間島附近從雷達上消失。而該架UH-60黑鷹直升機，是由自衛隊自行改裝過，型號是飛龍UH-60JA，於3月下旬通過安檢。
事发后，日本网络上有传言称失事直升机系被中国人民解放军海军军舰击落；对此防卫省11日回应称“没有确认到中国军舰与直升机事故之间存在关联，‘失事直升机系被中国军舰击落’是谣言”。

4月6日坂本搭乘直升机视察之路线图。右下方红点为宫古岛基地。

2023年5月2日，民间作业船从海底把直升机机体主要部分打捞到甲板上。直升机黑匣子也被找到。
2023年5月31日，由于失踪的4名人员存活率极低，官方认定其已经遇难，并公开了他们的姓名等信息。。